# فرودگاه آرکتیک‌بی
فرودگاه آرکتیک‌بی (به انگلیسی: Arctic Bay Airport) یک فرودگاه خصوصی با کد یاتا YAB است که یک باند فرود شن دارد و طول باند آن ۱٬۱۹۹ متر است. این فرودگاه در کشور کانادا قرار دارد و در ارتفاع ۲۲ متری از سطح دریا واقع شده‌است.

## شرکت‌های هواپیمایی و مقصدهای پروازی
| شرکت‌های هواپیمایی | مقصدهای پروازی      |
| ----------------- | ------------------- |
| First Air         | ایکالیوت، رزولوت بی |